# La Sylphide (Farrenc)
Pour les articles homonymes, voir Sylphide (homonymie).
La Sylphide, op. 18, est une œuvre pour piano de la compositrice française Louise Farrenc, écrite en 1835.

## Contexte et création
Louise Farrenc compose sa Sylphide en 1835.